# Terrass (jordbruk)

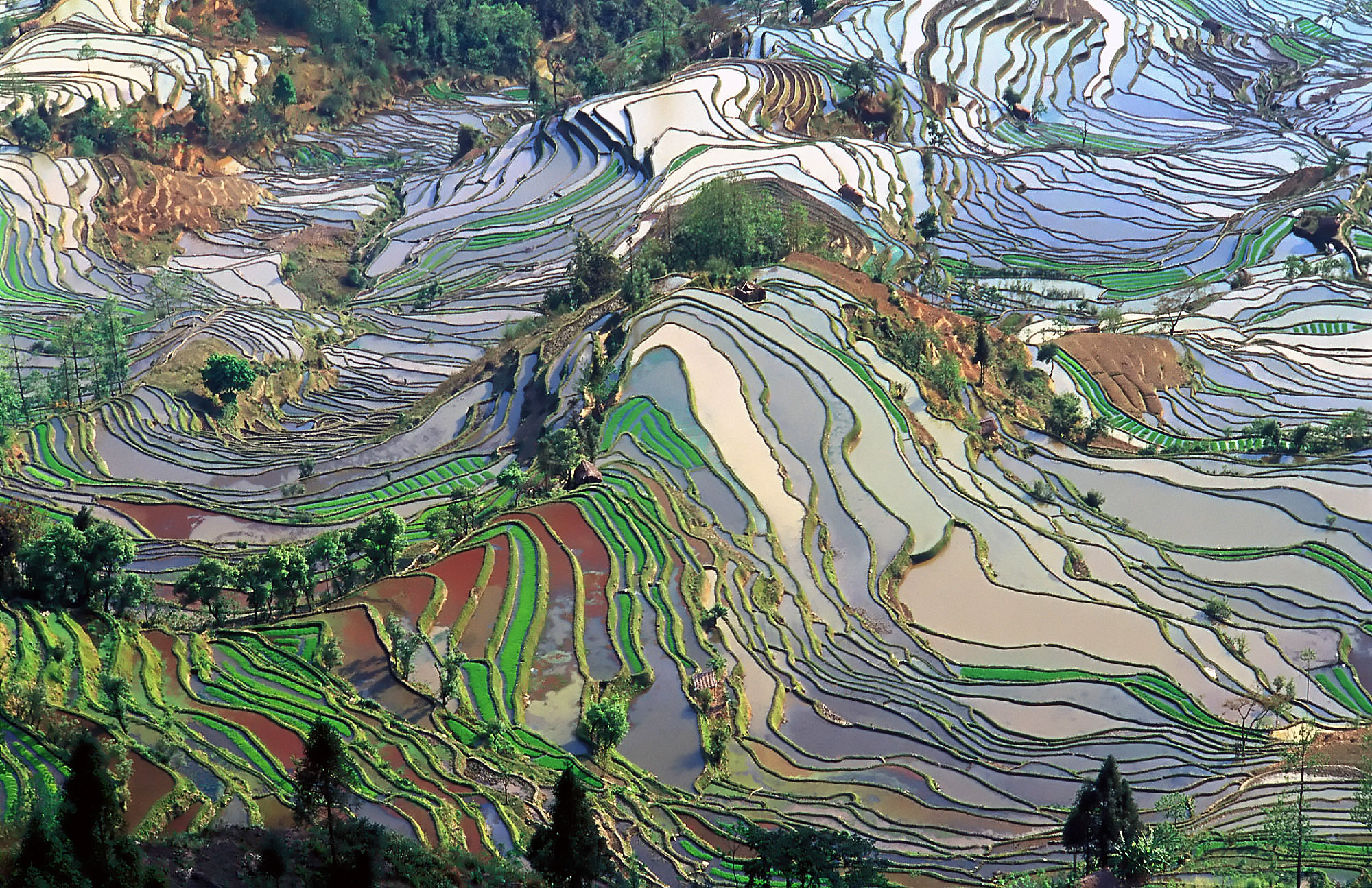
Terrasser i Yunnan-provinsen i Kina.

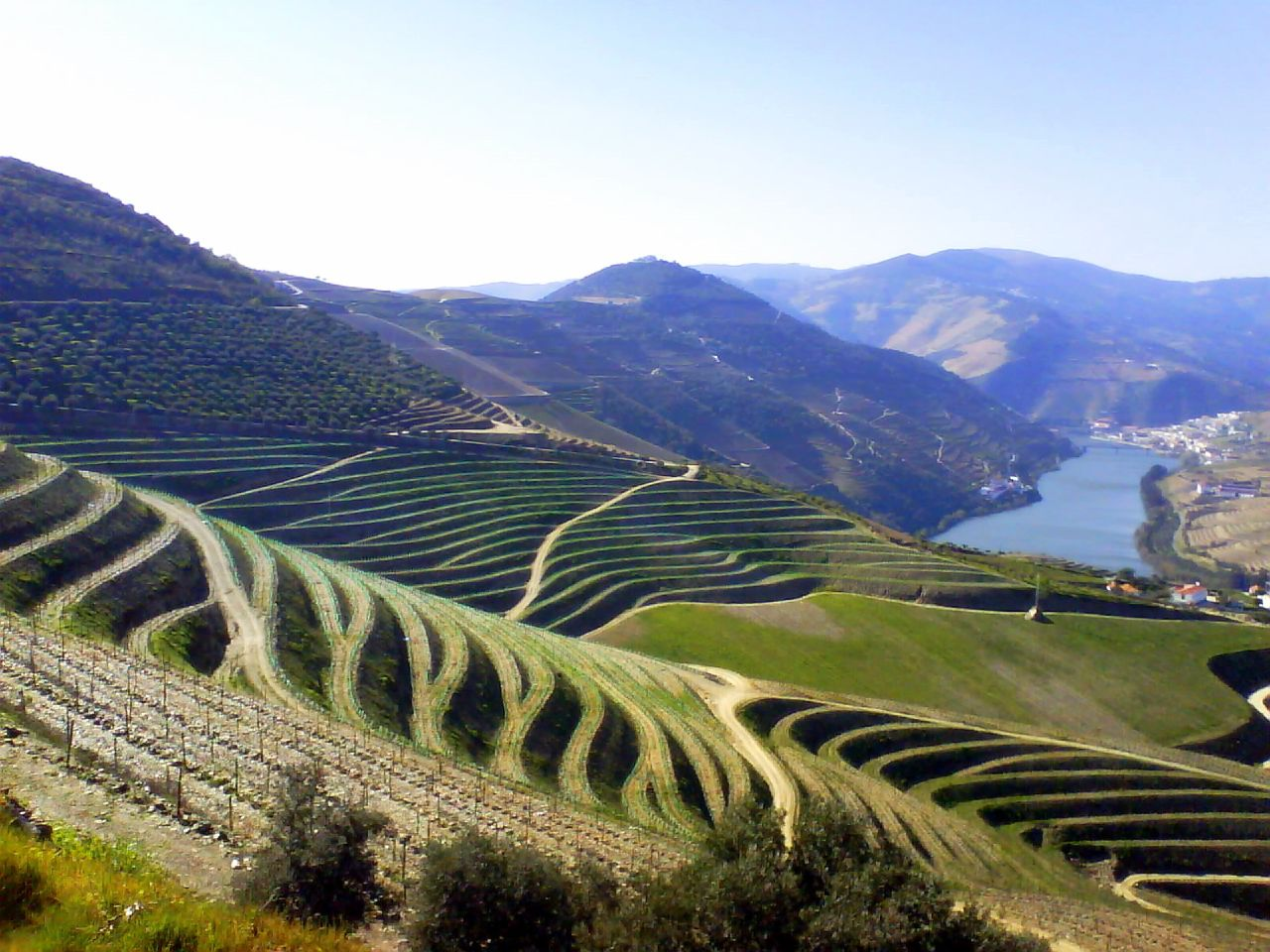
Terrasserade vingårdar längs Douro-floden i Portugal.

Terrass (franska terrasse, via provensalska ytterst av latin terra ’jord’) är inom jordbruk, trädgårdskonst och landskapsarkitektur en plan, anlagd avsats.  
Terrasser har använts under lång tid och används fortfarande över hela världen där man önskar odla och bevattna i sluttande terräng. Terrassering skyddar också mot jorderosion.
Terrasser används ofta i vingårdar som ligger i starkt sluttande terräng.